# Emulzija
Emulzija je smjesa dviju nemješivih tekućina. To je nestabilna smjesa koja se brzo nakon miješanja ponovo razdvaja na svoje sastojke. Da bi ona postala stabilna potreban je emulgator, tvar koja raspršuje jednu supstancu u drugoj u obliku sitnih kapljica.

## Emulgator
Emulgator je tvar koja emulziju održava stabilnom. 
Primjeri emulgatora u hrani su žumanjak i senf; proteini i emulgatori malih i lakih molekula su također česti. 
Od kemijskih emulgatora (koji se ne koriste u prehrani) najčešći su razni deterdženti i sapuni koji čiste tako da raspršuju masti u sitne kapljice, a one se u tom obliku miješaju s vodom i stvaraju emulziju. To je tipično svojstvo emulgatora. 
Emulgatori stvaraju homogeni sloj oko kapljica raspršene faze.
Vrste emulgatora: 
1. anionaktivni (ionogeni)
2. kation-aktivni
3. neionogeni
4. amfotermni
5. kompleksni
6. netopljivi
7. pseudoemulgatori